# Robert Mitchell (Animator)
Robert A. Mitchell (* 1932; † 1985) war ein US-amerikanischer Animator.

## Leben
Mitchell studierte in den 1950er-Jahren an der University of California, wo er den Animations-Workshop besuchte. Während seines Studiums schuf er 1958 den zweiminütigen Animationsfilm Andrew, A Sort of a Story über eine Spinne, die keine Spinnennetze weben kann. Mitchell war nach Studienende bei verschiedenen Animationsstudios tätig und als Animator an der Vorproduktion des Beatles-Films Yellow Submarine beteiligt, der 1968 erschien. Er kam schließlich als Animator zur Haboush Company. Hier entstand der Kurzanimationsfilm K-9000: A Space Oddity, den Mitchell gemeinsam mit Robert Swarthe realisierte. Für The Further Adventures of Uncle Sam: Part Two, der in Zusammenarbeit mit Dale Case entstand und 1970 erschien, erhielt Mitchell 1971 eine Oscar-Nominierung in der Kategorie Bester animierter Kurzfilm und gewann den Cristal d’Annecy des Festival d’Animation Annecy. Mitchell war zudem als Illustrator und Maler tätig. Er verstarb 1985 vermutlich an den Folgen einer Malaria-Infektion.

## Filmografie (Auswahl)
- 1958: Andrew, A Sort of a Story
- 1963: The Three Sages of Bally Bunion
- 1968: K-9000: A Space Oddity
- 1969: Dublin Gulch
- 1970: The Further Adventures of Uncle Sam: Part Two
- 1972: Free